# OGLE-TR-113
OGLE-TR-113 es una estrella, con una magnitud aparente de 14.42,  distante unos 4900 años luz de la Tierra, en la constelación de Carina. Es una enana amarilla del tipo espectral K, un poco más fría y menos luminosa que el Sol. Posee un planeta extrasolar orbitándola, OGLE-TR-113b.
En 2002, durante una búsqueda de materia oscura de OGLE se detectó una disminución periódica de la intensidad del brillo de la estrella, cosa que puede indicar la presencia de un planeta extrasolar, realizando tránsitos astronómicos frente a la estrella. Dado que estrellas menores pueden provocar este efecto, se midió indirectamente la masa del objeto, a través de mediciones de la velocidad radial de la estrella, lo que en 2004 entregó pruebas fehacientes de la existencia de un objeto planetario, de masa comparable a la de Júpiter.